# ウズベキスタン切手

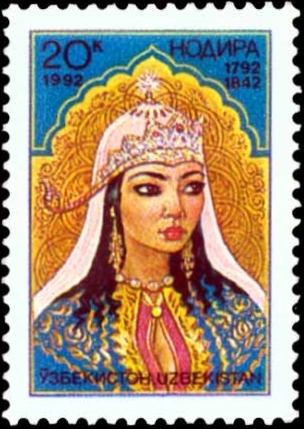
ウズベキスタン独立後初めて発行された1992年の切手

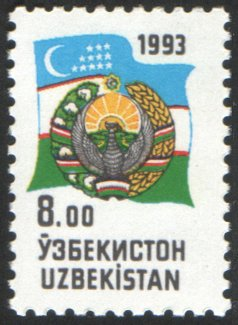
ウズベキスタンの国旗と国章をあしらった1993年の切手

ウズベキスタン切手は、ウズベキスタンで発行された切手である。

## ソビエト連邦時代
ウズベク・ソビエト社会主義共和国（ウズベクSSR）時代の1925年、初めての切手が発行された。1933年、芸術家のヴァシーリー・ザヴィヤロフがデザインした「ソビエト連邦の人々」というシリーズの記念切手が発行され、この記念切手ではトラクターの車輪にもたれかかるウズベク人の様子を描いた切手が発行された。国章をあしらった切手も発売され、1938年に発売されたソビエト連邦の国章が描かれた切手は第二次世界大戦後の1947年にも発行された。ウズベクSSR建国25周年となった1949年には新たに6つの切手が発行された。この6つの切手ではウズベキスタン国立世界言語大学、ナヴォイ劇場、大フェルガナ運河などがデザインされていた。ロシア帝国より独立後40周年の1957年には、ウズベクSSRの国章と、綿花農場を背景にウズベク人の民族衣装を着た人々が農場で労働を行う様子を描いた切手が発行された。サマルカンド設立2500周年の際にはアナトリー・カラシニコフにより市中の古代と現代の2つの年代の建築物を描いた2種類の切手が発行された。また、ウズベクSSR国内の事物を描いた切手はソビエト連邦内で広く流通していた。

## 初の切手
ウズベキスタンは1991年8月にソビエト連邦から独立、12月に国際的に承認された。初の切手は1992年5月7日に発行された。独立から1992年5月までは、旧ソ連の切手を使用していた。

## 加刷切手
1993年から1995年までの間、ウズベキスタン郵政局は流通量の少ないウズベキスタンの新切手の代用としてソビエト連邦時代の加刷切手に依存していた。